# شريان مخي خلفي
الشريان المخي الخلفي (بالإنجليزية: Posterior cerebral artery) ويختصر بـ: PCA هو زوج من الأوعية الدموية التي تزود الدم المؤكسج إلى الناحية الخلفية من الدماغ (الفص الصدغي). ينشأ بالقرب من تقاطع الشريان المخي الموصل الخلفي والشريان القاعدي ويربط مع المماثل الشريان الدماغي الأوسط (MCA) الشريان السباتي الداخلي عبر الخلفي التواصل الشريان (PCommA).
الشريان الدماغي الخلفي (PCA) هو واحد من زوج من الشرايين الدماغية التي تزود الفص القذالي بالدم المؤكسج، وهو جزء من الجزء الخلفي من الدماغ البشري. ينشأ الشريانان من النهاية البعيدة للشريان القاعدي، حيث يتشعبان في الشرايين الدماغية الخلفية اليمنى واليسرى. هذه المفاغرة مع الشرايين الدماغية الوسطى والشرايين السباتية الداخلية عبر الشرايين الموصلة الخلفية.

## البنية
تنقسم فروع الشريان الدماغي الخلفي إلى مجموعتين، عقدي وقشري:

### الفروع المركزية
تُعرف أيضًا باسم الفروع المثقبة:
- الفروع المثقوبة والمهادنة أو الفروع العقدية اللاحقة للوسط: مجموعة من الشرايين الصغيرة التي تنشأ عند بدء الشريان الدماغي الخلفي: هذه، مع فروع مماثلة من الاتصال الخلفي، تخترق المادة المثقبة الخلفية، وتزود الأسطح الإنسي للمهاد وجدران البطين الثالث.
- الفروع المثقبة السويقية أو العقدية الجانبية الجانبية: الشرايين الصغيرة التي تنشأ من الشريان الدماغي الخلفي بعد أن يلتف حول السويقة الدماغية؛ يزودون بجزء كبير من المهاد.[5]

### الفروع الخلفية (المشيمية)
يشار أحيانًا إلى الفروع المشيمية الخلفية للشريان الدماغي الخلفي على أنها شريان مشيمي خلفي واحد.
- الفروع المشيمية الخلفية الإنسي: تجري إلى الأمام أسفل الطحال من الجسم الثفني، وتزود المشيمية tela للبطين الثالث والضفيرة المشيمية.
- الفروع المشيمية الخلفية الجانبية: فروع صغيرة إلى السويقة الدماغية، والقبو، والمهاد، والنواة المذنبة، والضفيرة المشيمية للبطين الجانبي.

### الفروع القشرية
الفروع القشرية هي:
- الصدغي الأمامي، موزع على المعقف والجزء الأمامي من التلفيف المغزلي
- الصدغي الخلفي، للتلف الصدغي المغزلي والسفلي
- القذالي الجانبي، والذي يتفرع إلى الشرايين الصدغية الأمامية والمتوسطة والخلفية
- القذالي الإنسي، والذي يتفرع إلى:
  - التلم الكلسي، إلى التلفيف اللساني والتلفيف اللساني والجزء الخلفي من السطح المحدب للفص القذالي
  - التلم الجداري القذالي، والوتدي والجبهي.
- الطحال، أو الفرع الخلفي للقالب، أحيانًا مفاغرة مع الشريان الدماغي الأمامي (ACA)، وقد لا يكون موجودًا إذا كان ACA يلتف حول الجسم الثفني.

## التطور
يأتي التطور السابق للولادة للشرايين الدماغية الخلفية في الجنين متأخرًا نسبيًا وينشأ عن اندماج العديد من الأوعية الجنينية بالقرب من النهايات الذيلية للشرايين المتصلة الخلفية التي تزود الدماغ المتوسط والدماغ البيني. يبدأ الشريان الدماغي الخلفي على هذا النحو، كاستمرار لـ PCommA في الجنين مع وجود 10-30% فقط من الأجنة الذين لديهم أصل قاعدي بارز.
عادةً ما يتراجع أصل الشريان السباتي الجنيني للشريان الدماغي الخلفي مع تطور الشرايين الفقرية والقاعدية مع تصغير PCommA هو الحجم. في معظم البالغين، مصادر الشريان الدماغي الخلفي من الجزء الأمامي من الشريان القاعدي. يحتفظ نحو 19% فقط من البالغين بهيمنة PCommA على الشريان الدماغي الخلفي مع 72% لديهم أصل قاعدي مهيمن، والباقي لهما أهمية متساوية بين PCommA والشريان القاعدي، أو مصدر حصري واحد.

## الأهمية السريرية

### السكتة الدماغية
- فقدان الحرارة وآلام الأحاسيس في الجهة المقابلة للجسم.
- العيوب المجال البصري (المقابل hemianopia مع البقعي تجنيب).
- عمه تعرف الوجوه مع انسداد ثنائي الجانب للتلفيف اللساني والتلفيف المغزلي.
- متفوقة بالتناوب (متلازمة ويبر متلازمة)
- اضطراب العصب المحرك للعين بنفس الجهة.
- اضطراب العصب الوجهي في الجهة المقابلة (فقط أسفل الوجه، الوجه العلوي يتلقى التعصيب من الجهتين)، العصب المبهم والعصب تحت اللسان
- متلازمة هورنر